# Protoscutellidae
De Protoscutellidae zijn een familie van uitgestorven zee-egels (Echinoidea) uit de orde Clypeasteroida.

## Geslachten
- Mortonella Pomel, 1883 †
- Periarchus Conrad, 1866 †
- Protoscutella Stefanini, 1924 †